# Paupière
 (octobre 2024).
Si vous disposez d'ouvrages ou d'articles de référence ou si vous connaissez des sites web de qualité traitant du thème abordé ici, merci de compléter l'article en donnant les références utiles à sa vérifiabilité et en les liant à la section « Notes et références ».
 (octobre 2024).

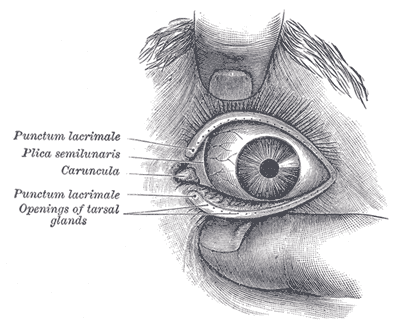
Paupières et fente palpébrale séparant les deux paupières.

Les paupières sont des plaques de peau mobiles se rabattant sur les yeux, les protégeant des agressions externes.

## Rôle
Les paupières jouent plusieurs rôles vis-à-vis des yeux :
- protéger les yeux de certaines agressions comme les projections de poussières ;
- bloquer ou limiter la lumière pénétrant dans l'œil (par exemple lors du sommeil) ;
- aider à la réhydratation et au nettoyage de la cornée.

## Structure

### Chez l'Humain
Les paupières sont actionnées par des muscles qui permettent l'ouverture et la fermeture :
le muscle orbiculaire sert à l'occlusion (fermeture) ; c'est un muscle strié à fibres circulaires. Il s'insère sur les commissures externe et interne de l’œil.
Le muscle releveur de la paupière supérieure joue un rôle très important dans l'ouverture de la paupière.
Le muscle de Müller est également un muscle lié à l'ouverture de la paupière supérieure. C'est un muscle lisse qui est tendu de la surface inférieure du muscle releveur de la paupière supérieure au bord supérieur du tarse supérieur.
Chez l'humain, les paupières sont deux voiles musculo-membraneux mobiles qui recouvrent et protègent la partie antérieure du globe de l'œil. Les paupières sont séparées par l'ouverture palpébrale qui mesure en moyenne 30 mm de long sur 10 mm de haut.
Elles sont constituées par sept couches superposées :
- une peau fine : épiderme très mince (0,5 mm d'épaisseur[1]), aussi fin que l'épiderme du tympan ;
- une couche de tissu cellulaire lâche ;
- le muscle orbiculaire des paupières ;
- une deuxième couche de tissu cellulaire lâche ;
- une couche fibro-élastique, tarses supérieur et inférieur ;
- une couche de fibres musculaires lisses ;
- une couche muqueuse ;

Sur les bords libres de la paupière s'implantent les cils sur trois ou quatre rangs. Près de l'angle interne se trouvent :
- l'ouverture des canaux lacrymaux, appelée papille lacrymale, séparant la partie ciliée et non ciliée ;
- la caroncule au niveau de la commissure interne de l’œil ;
- le pli semi-lunaire qui recouvre la sclère : pli vertical de 2 mm ; son mouvement est lié à l'orbite de l’œil et non au mouvement des paupières ;
- le bord libre supérieur, constitué de 70 à 160 cils et mesurant 30 mm environ ;
- le bord libre inférieur, constitué de 70 cils environ et mesurant 25 mm ;

Le bord de la paupière comporte l'orifice des glandes de Zeis (en) (deux par cil) et des glandes de Moll (en) sur sa partie postérieure et les orifices des glandes de Meibomius (glandes agissant dans la production lipidique du film lacrymal) sur sa partie antérieure.

### Galerie d'images

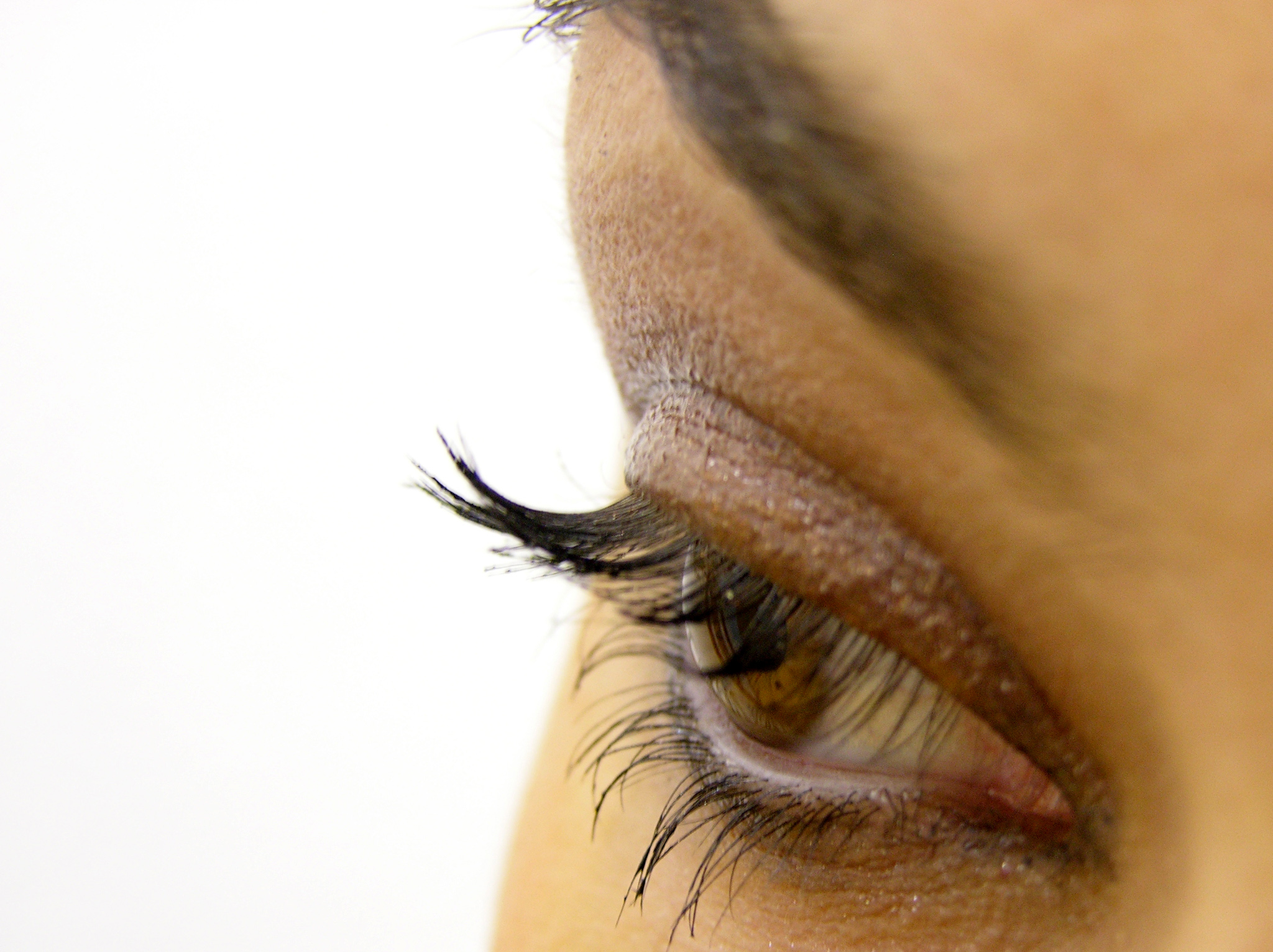
Œil maquillé.
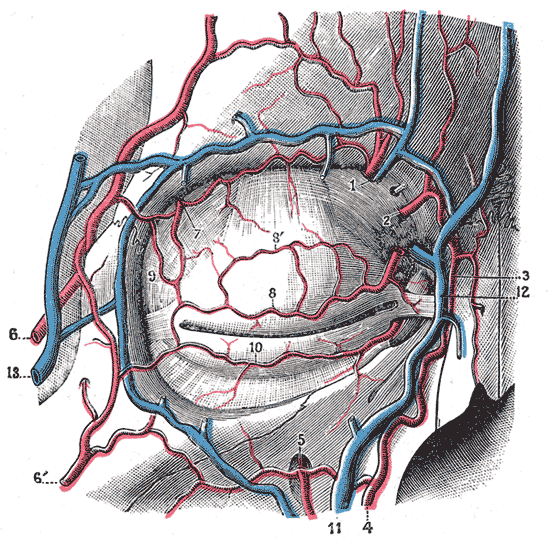
Vaisseaux sanguins de la paupière, vue de face.
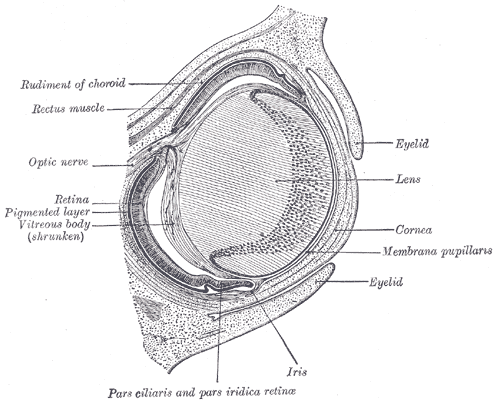
Section horizontale de l'œil de l'embryon d'un lapin de 18 jours (agrandissement ×30).
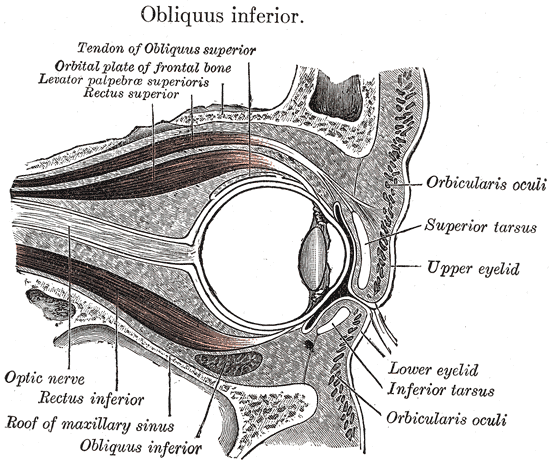
Vue sagittale de la cavité orbitale droite de l'œil.
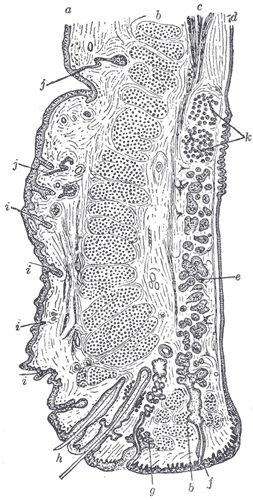
Vue sagittale à travers la paupière supérieure.
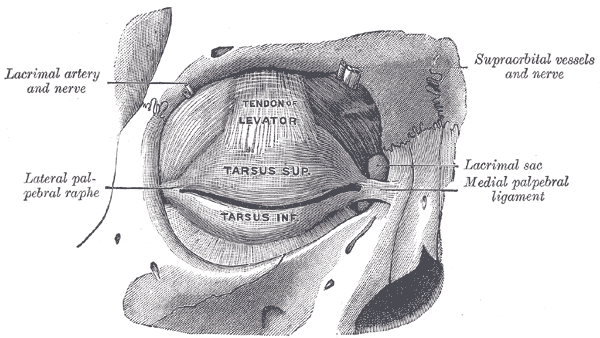
Les tarses et les ligaments. Vue de face de l'œil droit.
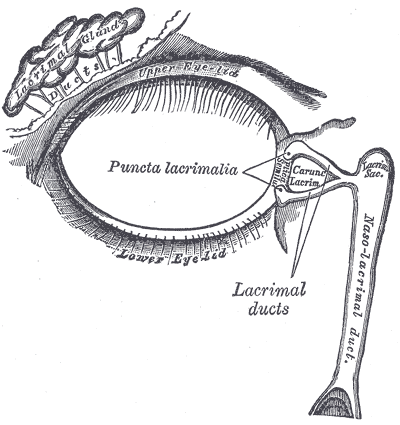
L'appareil lacrymal. Côté droit.

### Chez les autres animaux
Chez les mammifères, les paupières sont généralement au nombre de deux, en haut et en bas, et la paupière du haut est la plus mobile. Mais un certain nombre d'entre eux sont dotés d'une troisième paupière : la membrane nictitante.
Les cils — poils qui se trouvent sur le bord libre des paupières — aident à la protection en bloquant les poussières avant qu'elles n'atteignent la cornée.
Chez les reptiles les paupières sont en général au nombre de trois. Deux sont en haut et en bas, celle du bas étant la plus mobile, tandis que la membrane nictitante, latérale et sous les précédentes, est parfois semi-transparente.
Chez certains reptiles comme les serpents ou la plupart des geckos il n'y a pas de paupières, mais une écaille transparente qui protège l'œil.

## Aspects culturels

### Après la mort
Après la mort, il est commun dans de nombreuses cultures humaines de rabattre les paupières du défunt de façon à lui fermer les yeux.

### Doubles paupières

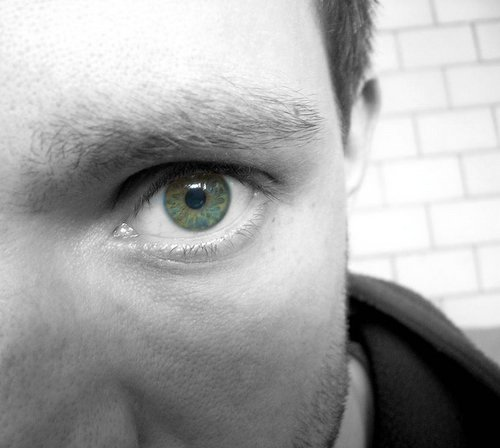
Le pli palpebral supérieur se distingue au-dessus de la ligne des cils

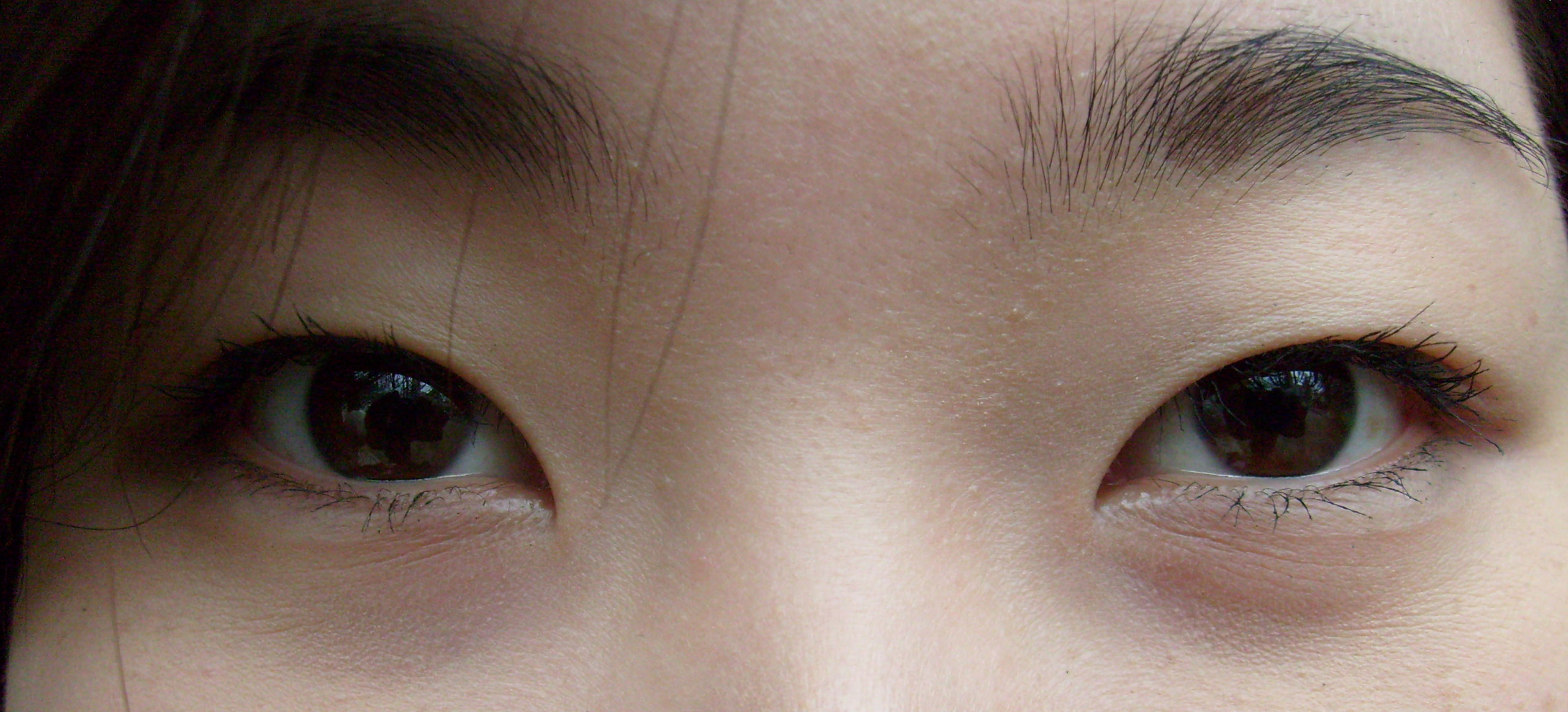
Simples paupières (yeux dits bridés) : le pli se confond avec la ligne des cils ; en Asie du Nord et de l'Est, un repli cutané recouvre généralement partiellement la paupière supérieure

Le terme « doubles paupières » désigne le positionnement du pli épicanthique (entre l'arcade et la paupière) tandis que les Asiatiques ont majoritairement les yeux dits bridés (pli épicanthique au niveau de la paupière).
En Chine et Corée, les doubles paupières font partie des canons traditionnels de beauté féminine. Il en résulte un recours fréquent à la chirurgie esthétique par les jeunes Chinoises et Coréennes pour obtenir des doubles paupières, faisant de cette opération la plus pratiquée de la chirurgie esthétique (un tiers du million d'interventions recensées en 2007).

## Pathologie

### Plaies palpébrales
La paupière peut être affectée par des plaies (dites plaies palpébrales), plus fréquentes chez les enfants et les personnes de sexe masculin et nécessitant l'intervention d'un bon chirurgien.

### Obliquité des fentes palpébrales
Des maladies génétiques telles que le syndrome de Down peuvent faire en sorte que les fentes palpébrales ont une obliquité inhabituelle ou anormale.

### Fentes palpébrales étroites
Les fentes palpébrales étroites sont un signe que l'œil est petit. Ceci peut se produire en cas d'exposition prénatale à l'alcool, si la mère a consommé des boissons alcoolisées au moment de la formation des yeux de l'embryon.

### Ptosis
Le ptosis est la chute de la paupière supérieure, résultant d'un déficit du muscle releveur de la paupière supérieure ou d'une désinsertion de ce muscle et de son aponévrose.

### Cernes
Un cerne est une variation de la coloration de la peau sous l'œil qui donne au regard un aspect fatigué et vieilli.

### Inflammations
Des inflammations peuvent survenir, à la suite d'un contact avec un irritant, ou à la suite d'une infection virale ou bactérienne, éventuellement associée à une conjonctivite,

### Allergies
Les paupières peuvent être affectées par les allergies ; l'allergène est alors en général un produit cosmétique des topiques médicamenteux à usage dermatologique, et moins souvent des allergènes professionnels[pas clair].

### Tumeurs
Des tumeurs et lymphomes peuvent toucher les paupières, mélanome, carcinomes, etc.